# Les Super Étoiles de la lutte
 (décembre 2009).
Si vous disposez d'ouvrages ou d'articles de référence ou si vous connaissez des sites web de qualité traitant du thème abordé ici, merci de compléter l'article en donnant les références utiles à sa vérifiabilité et en les liant à la section « Notes et références ».
Les Super Étoiles de la lutte est une émission de catch (lutte professionnelle) de la World Wrestling Federation pour l'auditoire du Québec, animé par Édouard Carpentier et Guy Hauray, au départ diffusé du 19 janvier 1985 jusqu'au 13 avril 1991 sur les ondes de Pathonic, Télé-Métropole et vers la fin sur TQS. 
Lors des premières épisodes, Mad Dog Vachon animait un skit nommé Le Brunch à Mad Dog, qui fut remplacé par Le Brunch de Pat Patterson, au printemps de cette même année. En août 1987, Frenchie Martin prit la place de Patterson avec Le Studio. Marc Blondin fut l'intervieweur pendant quelques années. Lutte Express et Le Poing étaient des chroniques pendant l'émission. En 1991 pendant la période TQS, Raymond Rougeau était l'intervieweur et l'animateur du WWF Flash. L'émission avait pour but de faire la promotion, pour les galas de lutte de la WWF au forum de Montréal.

## Invités de l'émission
Invités du Brunch à Mad dog
- Tony Atlas (9 février, 1985)+
- Andre The Giant (16 février 1985)+
- Luc Poirier (mars 1985)+
- Jesse Ventura (mars 1985)+
- Tito Santana (mars 1985)+
- Greg Valentine
- Luc Poirier, intervention de Pat Patterson (avril 1985)

Invités du Brunch à Pat Patterson
- Tito Santana (juillet 1985)
- Greg Valentine/Jimmy Hart (août 1985)+
- Dino Bravo/King Tonga (septembre 1985)
- The Dream Team (septembre 1985)+
- Junkyard Dog (octobre 1985)
- Randy Savage (octobre 1985)+
- Tito Santana (octobre 1985)
- Andre The Giant/Lou Albano (novembre 1985)
- Tito Santana (novembre 1985)
- Andre The Giant (novembre 1985)
- Big John Studd (novembre 1985)
- Ricky Steamboat (novembre 1985)
- King Tonga (janvier 1986)
- Bruno Sammartino (février 1986)
- Hillbilly Jim (février 1986)
- George Steele/Lou Albano (2 fois) (février 1986)+
- Junkyard Dog/Haiti Kid (juin 1986)
- Tito Santana (mars 1986)
- George Steele/Lou Albano (août 1986)+
- Rougeau Bros/Senior (octobre 1986)
- Dino Bravo (octobre 1986)+
- Rougeau Bros L'incident de la chaise (1987)
- Jacques Rougeau, interférence de Greg Valentine et Dino Bravo (avril 1987)+

Invités du Studio à Frenchy Martin
- Bobby Heenan    (août 1987)
- Brutus Beefcake (août 1987)+
- Mr. T           (août 1987)
- Dino Bravo      (novembre  1987)+
- Ted Dibiase
- Jake Roberts    (13 mars 1988)+